# Federação Russa de Ginástica Artística
A Federação Russa de Ginástica Artística, no original: Федерация спортивной гимнастики России (Federação de Ginástica Artística da Rússia), é a entidade responsável pela organização dos eventos e representação dos atletas e juízes das modalidades da ginástica na Rússia. Formada pelos membros da assembleia geral, da direção e dos conselhos, a Federação é associada a FIG além de responder à União Europeia de Ginástica.

## Eventos
A Federação Russa de Ginástica Artística organiza várias competições de ginástica na Rússia. Isso inclui:
| Competição                                      | Frequência |
| ----------------------------------------------- | ---------- |
| Campeonato Russo de Ginástica Artística         | Anualmente |
| Campeonato Russo Juvenil de Ginástica Artística | Anualmente |
| Copa da Rússia em ginástica artística           | Anualmente |

## Administração
- Vasily Titov — Presidente (desde outubro de 2014)

## Patrocinadores
- VTB — patrocinador geral